# غزنوی (موشک)
غزنوی، نام موشک کوتاه‌برد بالیستیکی است که ۲۹۰ کیلومتر برد دارد و توسط پاکستان ساخته شده و نام آن از روی نام سلطان محمود غزنوی، گذاشته شده‌است. این موشک دارای درازای ۹٫۶۴ متر و قطر ۰٫۸۸ متر و وزن پرتابی ۵۲۵۶ کیلوگرم است و یک راکت سوخت جامد دارد. احتمال می‌رود که این موشک بر پایهٔ موشک چینی ام-۱۱ طراحی شده باشد.